# Mendoncia velloziana
Mendoncia velloziana es una especie de planta fanerógama perteneciente a la familia de las acantáceas.

## Hábitat
Es una planta nativa de la Costa Atlántica sudamericana, en un ecosistema de Bosque Atlántico. Además, esta planta crece bien en Cerrado de Brasil en los siguientes estados de Brasil: Bahía, Ceará, Minas Gerais, Río de Janeiro, São Paulo, Paraná y Santa Catarina, y es generalmente visitado por los colibríes.